# Вишеградска група
Вишеградска група, позната и као Вишеградска четворка или једноставно В4, удружење је четири средњоевропске државе — Мађарске, Пољске, Словачке и Чешке — за потребе даљих европских интеграција, као и због унапређења међусобне војне, економске и енергетске сарадње. Група је једно време била позната и као Вишеградски троугао, јер су удружење на почетку чиниле три државе, све док није дошло до распада Чехословачке 1993. године.
Група је настала на самиту шефова држава или влада Мађарске, Пољске и Чехословачке у мађарском граду Вишеграду 15. фебруара 1991. године. Словачка и Чешка су постале чланице након распада Чехословачке 1993. године. Сва четири државе постале су део Европске уније 1. маја 2004. године.

## Историја
Вишеградска група је основана на самиту председника влада Чехословачке, Мађарске и Пољске који је одржан у мађарском граду Вишеграду 15. фебруара 1991. године, како би се остварила сарадња између ове три државе (после распада Чехословачке – четири) у процесу приближавања Европској унији. Све четири чланице Вишеградске групе приступиле су Европској унији 1. маја 2004. године. Једина институција Вишеградске групе је Међународни Вишеградски фонд, основан 1999, са седиштем у Братислави. Према одлуци премијера, Фонд има годишњи буџет од 3 милиона евра од 2005. године.
Име Групе је инспирисано састанком владара ондашње Чешке (Бохемије), Пољске и Мађарске: (чешки краљ Јован Луксембуршки, пољски Казимир Трећи и угарски Карло Роберт) у мађарском граду Вишеграду 1335. године, где је договорена успостава трговинских рута до Беча, у циљу лакшег приступа европским трговинским центрима. Била је то прва група до тад. Други састанак Групе је одржан 1339. године.

## Економија
После Словеније, Вишеградска група је најбогатија посткомунистичка група земаља у Европи. Све државе Групе су развиле тржишну економију и стабилан економски раст.

## Председништво
Председништво групе се мења сваке године у јуну.
| - Чешка (1999—2000) - Пољска (2000—2001) - Мађарска (2001—2002) - Словачка (2002—2003) - Чешка (2003—2004) | - Пољска (2004—2005) - Мађарска (2005—2006) - Словачка (2006—2007) - Чешка (2007—2008) - Пољска (2008—2009) | - Мађарска (2009—2010) - Словачка (2010—2011) - Чешка (2011—2012) - Пољска (2012—2013) - Мађарска (2013—2014) | - Словачка (2014—2015) - Чешка (2015—2016) - Пољска (2016—2017) - Мађарска (2017—2018) - Словачка (2018—2019) | - Чешка (2019—2020) - Пољска (2020—2021) - Мађарска (2021—2022) - Словачка (2022—2023) - Чешка (2023—2024) | - Пољска (2024—2025) |